# Jewell, Iowa
Jewell (även benämnt Jewell Junction) är en ort i Hamilton County i delstaten Iowa, USA.